# Mevrouw
Mevrouw is een aanspreektitel voor een volwassen persoon van het vrouwelijk geslacht. Het woord gaat terug op het Middelnederlandse mijnvrouwe, dat als titel van een adellijke dame werd gebruikt.